# Романьези, Антуан Жозеф Мишель
Антуан Жозеф Мишель Романьези (фр. Antoine-Joseph-Michel Romagnesi; 1 сентября 1781, Париж — 9 января 1850, Париж) — французский композитор итальянского происхождения (вероятно, родственник Джованни Антонио Романьези). Писал главным образом романсы, весьма популярные, а также мелодии с аккомпанементом гитары и пианино.
Первоначально изучал математику под руководством учёного и композитора А. Э. Шорона, затем служил в армии и участвовал в Битве при Аустерлице. В 1806 г. вышел в отставку и посвятил себя музыке, по рекомендации Шорона получив место в музыкальном издательстве Ледюка. Попробовав себя в сочинении песен, Романьези добился первого успеха, однако обнаружил недостаточность своего музыкального образования и вновь обратился к учёбе (в частности, пройдя курс гармонии под руководством Джузеппе Камбини).
В 1820-е гг. Романьези опубликовал множество песен, выпустив в 1832 г. их трёхтомное собрание. Кроме того, в 1828—1839 гг. он издавал и редактировал ежемесячный журнал «Abeille musicale», публиковавший песни с клавирным или гитарным сопровождением. Попытки Романьези выступить в оперном жанре не имели успеха: обе его оперы — «Надир и Селим» (1822) и «Три дня за один час» (фр. Trois jours en une heure; 1830) — выдержали всего несколько представлений. Кроме того, Романьези выпустил в 1846 году две книги: «Искусство пения романсов, песенок и ноктюрнов и вообще любой салонной музыки» фр. L'art de chanter les romances, les chansonnettes et les nocturnes et généralement toute la musique de salon) и «Психология пения» (фр. La Psychologie du chant).